# Mark Bowden
Mark Bowden (ur. 17 lipca 1951 w Saint Louis) – amerykański dziennikarz i pisarz. Najbardziej znany z książki Helikopter w ogniu, na podstawie której w 2001 r. powstał film pod tym samym tytułem.
Obecnie pracuje dla miesięcznika „Vanity Fair”. W przeszłości związany był z takimi tytułami, jak: „The Philadelphia Inquirer” (początkowo na jego łamach ukazywał się cykl reportaży Helikopter w ogniu), „The New Yorker”, „Sports Illustrated”, czy „Rolling Stone”.
W 1999 r. był nominowany do prestiżowej amerykańskiej nagrody National Book Award (za Helikopter w ogniu).